# Fließ
Fließ ist eine Gemeinde mit 3105 Einwohnern (Stand 1. Jänner 2025) im Bezirk Landeck, im Bundesland Tirol (Österreich). Die Gemeinde liegt im Gerichtsbezirk Landeck.
Von 25. August bis 5. Oktober 2015 hieß die Gemeinde offiziell Fliess.
2016 hat Fließ den Europäischen Dorferneuerungspreis gewonnen.

## Geografie
Fließ ist ein Haufendorf im Oberen Gericht, das auf einem kleinen Plateau etwa 200 Meter über dem Inntal liegt. Die Ortschaft liegt am Fuß des Krahbergs, der zum Venet-Massiv gehört.

### Gemeindegliederung
Die Gemeinde besteht aus der einzigen Ortschaft, der Katastralgemeinde Fließ. Die politische Gemeinde besteht aus sechs Fraktionen:
- Dorf (das eigentliche Fließ)
- Eichholz
- Hochgallmigg
- Niedergallmigg
- Urgen
- Piller
- Fließerau

und ca. 70 weitere Weiler, wie z. B. Schlosssiedlung und Neuer Zoll (eine ehemalige Wegzollstelle), die sich über das Inntal und die Hänge links und rechts des Tales verteilen.
Das Gemeindegebiet liegt auf einer Höhe zwischen 800 und 1580 m ü. A. Es umfasst knapp 4.755 ha und reicht im Norden bis zum Wannejöchel im Venetmassiv, im Osten über den Piller Sattel bis ins Pillertal, das nach Nordosten zum Pitztal führt, im Süden bis hinter die Pontlatzer Brücke, im Südwesten über den Inn bis ins Urgtal und Gatschkopf. Eine Besonderheit ist das Eigentum der Gemeinde an der Alpe Zanders mit einer Fläche von etwa 1.070 ha in der Katastralgemeinde Spiss. Der höchste Punkt der Gemeinde befindet sich auf der Hohen Aifner Spitze (2779 m Gipfelhöhe).

### Nachbargemeinden
| Landeck  | Zams                                        | Wenns (IM)   |
| Tobadill | Kompassrose, die auf Nachbargemeinden zeigt | Jerzens (IM) |
| Fiss     | Ladis, Prutz, Faggen                        | Kaunerberg   |

## Geschichte
In Fließ traten einige bedeutende archäologische Funde zu Tage, wie der Kathreinfund, ein hallstattzeitlicher Schatz, ein bronzezeitlicher Schatzfund vom Moosbruckschrofen am Piller, die Reste eines bronzezeitlichen Hauses im Fließer Ortsteil Silberplan und der Brandopferplatz auf der Piller Höhe.
Zur Römerzeit war Fließ eine wichtige Raststation, was zahlreiche Funde beweisen. Viele der archäologischen Funde sind im Museum Fließ ausgestellt.
Der kleine Ort verfügt über die älteste Kirche dieser Region, der heutigen katholischen Pfarrkirche Mariä Himmelfahrt oder Fließer Maaskirche genannt, von der Grundmauern aus dem 6. Jahrhundert entdeckt wurden. Die über dem Inntal thronende größere Barbarakirche wurde von 1794 bis 1804 errichtet.
Erstmals ins Licht der schriftlich bezeugten Geschichte tritt Fließ in den Jahren 1115–1122, als zu „Flies“ Besitz an das Stift Rottenbuch übertragen wurde.
1547 wurde Fließ von einer Naturkatastrophe ereilt, eine Mure verschüttete beinahe den gesamten Hauptort.
Nach einem Großbrand im Jahre 1933 wurde Fließ wesentlich weitläufiger neu errichtet und restauriert. Heute bestehen noch Teile des alten Ortskerns und einige alte Gehöfte in den außerhalb liegenden Weilern.
23./24. Dezember 2023, nachts ging ein Felssturz
auf die L312 Hochgallmiggstraße ab. Wegen drohendem Erdrutsch wurde diese einzige Straße gesperrt. Die 250 Bewohner von Hochgallmigg und die Arbeiten am Hang werden ab 25. Dezember von 2 Hubschraubern des Bundesheers versorgt.

## Kultur und Sehenswürdigkeiten

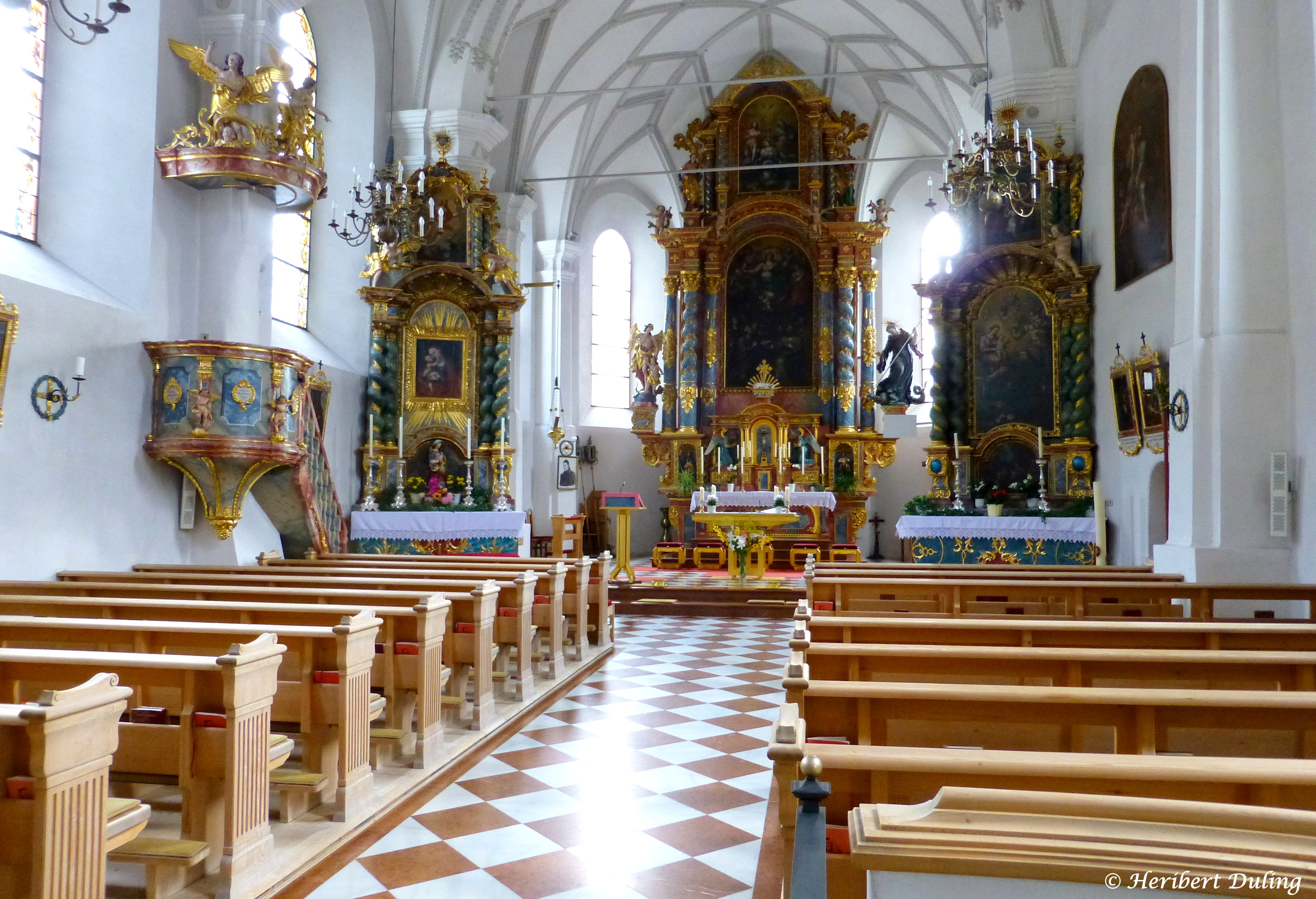
Kirche Mariä Himmelfahrt

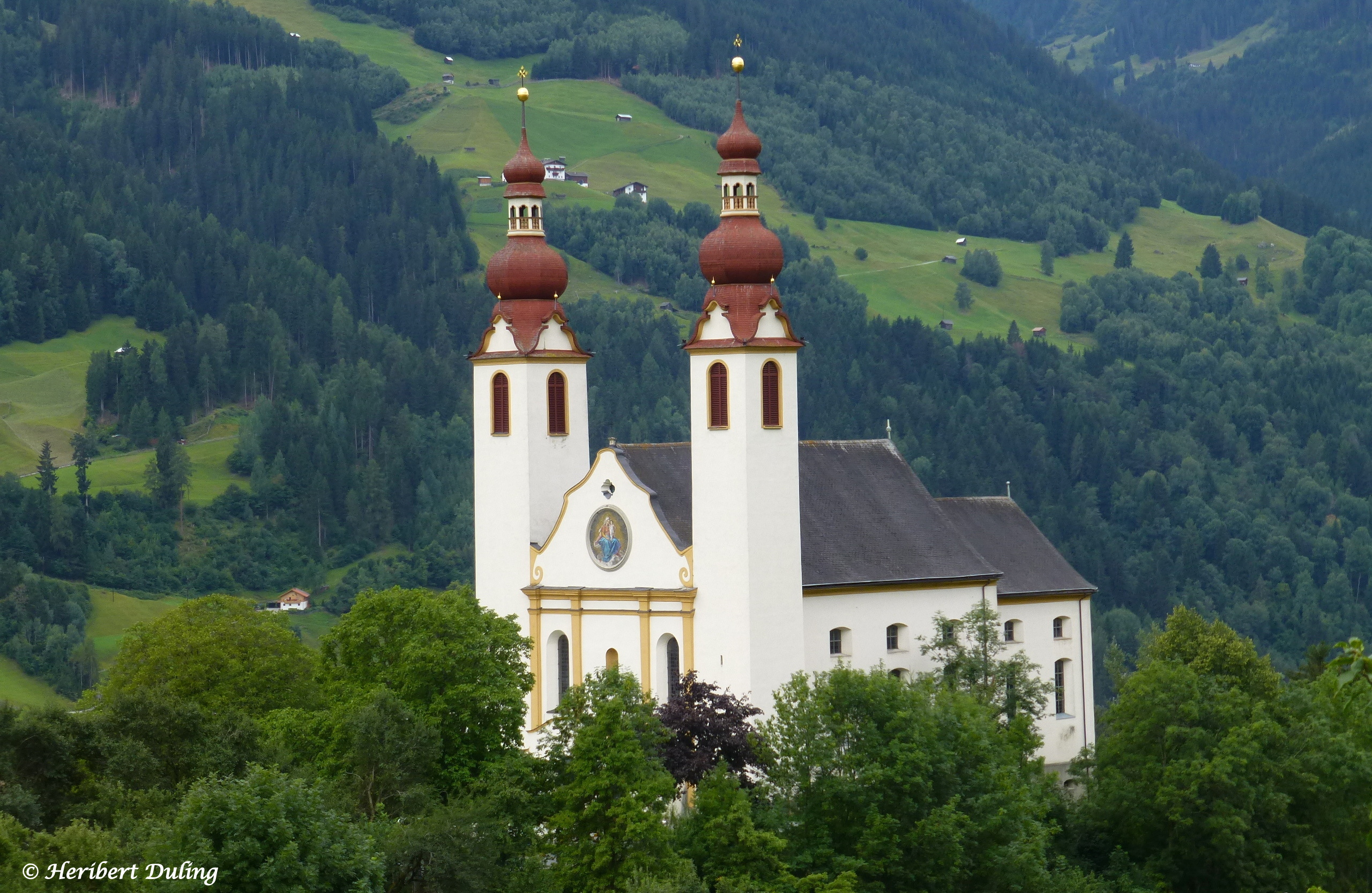
Barbarakirche

- Alte Pfarrkirche Mariä Himmelfahrt mit barockem Altar
- Neue Pfarrkirche hl. Barbara mit Doppelturmfassade
- Pfarrkirche Mariä Opferung in Hochgallmigg
- Filialkirche St. Wolfgang in Urgen
- Schloss Bidenegg
- Archäologisches Museum Fließ mit den Funden aus dem Gemeindegebiet
- Teufelsstein (Niedergallmigg): alte Sage, demnach soll der Teufel seine Klauen in den Stein gewetzt haben
- Skulpturenfeld Fuchsmoos: Ausstellung von Skulpturen im zur Gemeinde gehörenden Weiler Piller

### Blochziehen
1986 wurde das alle vier Jahre stattfindende Blochziehen wiederbelebt. 2020 zog das Blochziehen über 4500 Besucher an.

## Wirtschaft und Infrastruktur
Fließ verfügt gemeinsam mit Zams über ein kleines Skigebiet. Die Gemeinde hat auch Anteil am Naturpark Kaunergrat.
Vor der Errichtung der Talstraße verlief die Verbindungsstraße von Landeck zum Reschenpass durch den Ort.
Fließ liegt am Fernradweg, der als Via Claudia Augusta entlang einer gleichnamigen antiken Römerstraße verläuft.

## Politik

### Gemeinderat
Der Gemeinderat besteht aus 15 Mandataren.
| Partei                                        | 2022  | 2022    | 2016  | 2016    | 2010  | 2010    |
| Partei                                        | %     | Mandate | %     | Mandate | %     | Mandate |
| --------------------------------------------- | ----- | ------- | ----- | ------- | ----- | ------- |
| Sozialdemokraten und Parteifreie (A.JÄGER) 1) | 46,75 | 8       | 53,38 | 8       | 47,44 |         |
| ÖVP Fließ (VP FLIESS)                         | 33,18 | 5       | 38,82 | 6       | 33,66 |         |
| Adlerherz Fließ (AZF)                         | 10,79 | 1       |       |         |       |         |
| Einheitsliste Piller (EL PILLER)              | 9,28  | 1       | 7,81  | 1       | 6,26  |         |
| ÖVP Hochgallmigg - Martha Orgler              |       |         |       |         | 5,77  |         |
| ÖVP - Piller                                  |       |         |       |         | 2,83  |         |
| Fließer Wirtschaft                            |       |         |       |         | 4,03  |         |

1) kandidierte 2010 unter dem Namen „Sozialdemokraten und Parteifreie“ und 2016 als „Sozialdemokraten und Parteifreie - Bock H.P. “

### Bürgermeister
- 1998–2021: Hans-Peter Bock (SPÖ)[9]
- seit 2021: Alexander Jäger (SPÖ)[9]

Anfang Mai 2021 gab Hans-Peter Bock seinen Rücktritt als Bürgermeister von Fließ bekannt. Interimistisch übernahm SPÖ-Vizebürgermeister Wolfgang Huter die Amtsgeschäfte. Zu seinem Nachfolger wurde am 21. Mai 2021 Alexander Jäger gewählt und 2022 als einziger Kandidat im Amt bestätigt.

### Wappen
Wappenbeschreibung: Das Wappen der Gemeinde Fließ soll an den der ersten bezeugten Besitzer Potzner der Burg Bidenegg erinnern und ist deren Wappen nachempfunden. Zwei gleiche Bergfriede mit Zinnen in blau ragen aus einer Wehrmauer gleicher Farbe auf silbernem Schild. Die blaue Burgsilhouette soll den Blick des Betrachters auf das Wappen gleichsam sperren und wohl auch auf die militärhistorisch bedeutsame Talenge von Pontlatz über dem Inntal verweisen. Die Beschreibung lautet: „In Silber zwei blaue, durch eine Mauer verbundene Zinnentürme“. Das Wappen wurde am 13. Juli 1982 der Gemeinde verliehen.

## Sonstiges

### Pillerhöhe
Das Tal der heutigen Pillerhöhe bildete vor mehr als 100.000 Jahren die Fortsetzung des Oberinntals. Der Piller Sattel (wie er auch genannt wird) bildete trotz des steilen Anstiegs vom Oberinntal her eine vielbenutzte Abkürzung vom Engadin über das vordere Pitztal nach Imst. Der „Gachener Blick“ auf 1559 m bietet einen weiten Ausblick auf das obere Inntal. Von hier führen Straßen nach Fließ und in das vordere Kaunertal. Das Gebiet ist reich an kleinen Hochmooren (169 kleinere und größere erfasste Moore), ganz in der Nähe führt auch der Moorlehrpfad „Piller Hochmoor“ vorbei, der mit Schautafeln die Ökologie der Moore erläutert. Zur Dokumentation des Naturreichtums im Naturpark Kaunergrat wurde das auch architektonisch interessante Naturparkhaus Kaunergrat direkt am Gachener Blick errichtet.
Weit über die Grenzen Tirols hinaus bekannt machte die Pillerhöhe aber die Entdeckung eines prähistorischen Opferhügels. Die uralte Kultstätte wurde in den Jahren 1992 bis 1998 vom archäologischen Institut Innsbruck wissenschaftlich erforscht und in mehreren Druckschriften dokumentiert. Die umfangreichen Funde im Aschenhügel rund um den steinernen Altar sind im Archäologischen Museum Fließ ausgestellt: Waffen, Werkzeuge sowie Schmuckstücke aus unterschiedlichsten Materialien zeugen von der über zweitausendjährigen Verwendung des Hügels als Opferstätte von der Bronzezeit bis zum Ende des Römischen Weltreiches um 400 n. Christus. Die Nachbildung einer rätischen Opferprozession aus Eisen, mehrere Stelen mit Informationstafeln sowie freigelegte Felsspalten, in denen Keramik und Bronzebeile gefunden wurden, machen auf die Bedeutung dieser historischen Stätte aufmerksam. Berühmt ist auch der sogenannte „Schatz vom Moosbruckschrofen“ mit einem gut erhaltenen bronzenen Kammhelm, der in der Nähe des „Gachener Blicks“ am Fließer „KULT-UR-Weg“ entdeckt wurde.

### Fließer Steppenhänge
Die steilen Trockenhänge in einem etwa acht Kilometer langen schmalen Gürtel zwischen dem Ortsteil Eichholz westlich vom Hauptort und der Pontlatzer Brücke bilden eine Landschaft mit Trockenrasen und Buschwerk. Typisch für trockenwarme inneralpine Täler ist ein Föhrenwald, hier wurde der Wald jedoch längst für Weidenutzung gerodet. Dadurch hat sich eine Pflanzengemeinschaft aus Buschwerk und Rasen angesiedelt. Eine geringfügige Beweidung ist notwendig, um das Zuwachsen mit Büschen zu vermeiden. Das Heckengestrüpp und zur Bewässerung angelegte Steinmäuerchen bieten einen Lebensraum für Schmetterlinge, Insekten und Eidechsen.

## Persönlichkeiten
- Nikolaus Tolentin Schuler wurde am 10. September 1756 im Schwarzen Adler in Fließ geboren. Von 1797 bis 1805 war er Pfarrer in Fließ. Er ist der Erbauer der Barbarakirche und Gründer des Mutterhauses der barmherzigen Schwestern in Zams. Am 10. März 1831 starb er als Dekan von Zams.
- Simon Alois Maaß, auch „Der alte Fließer Pfarrer“ genannt, wurde am 6. Mai 1758 in Strengen geboren. Von 1805 bis 1846 war er Pfarrer in Fließ. Weit über die Grenzen Tirols hinaus wurde der alte Fließer Pfarrer als Hellseher, Prophet, Exorzist aber auch als Arzt bekannt. Als Beichtvater war er unermüdlich; oft verbrachte er ganze Tage im Beichtstuhl. Als er 1846 starb, wurde er in der Maaßkirche begraben. Als diese von 1991 bis 1993 renoviert wurde, wurden die leiblichen Überreste nochmals exhumiert und endgültig in einem neuen Holzsarg in der eigens errichteten kleinen Gruft in der Krypta der Maaßkirche beigesetzt. Über dem Grabmal wurde vom Fließer Künstler Engelbert Gitterle ein moderner Lebensbrunnen aus Bronze geschaffen.
- Joseph Ambros Stapf wurde am 15. August 1785 am alten Zoll geboren und war Universitätsprofessor in Innsbruck und Brixen. Josef Ambros Stapf schrieb viele lateinische Bücher über Gott und die Kirche. Er starb 1844 in Brixen.
- Joseph Knabl (1819–1881), Bildhauer und Professor der Königlichen Akademie der Bildenden Künste in München.
- Josef Anton Pfandler wurde am 24. Oktober 1824 in Niedergallmigg geboren. Er war Schüler von Josef Knabl in München und malte viele Kirchenbilder in Tirol. 1862 schuf er das Hochaltarbild der Maaßkirche in Fließ.
- Otto Neururer wurde am 25. März 1882 im Ortsteil Piller geboren. Er war katholischer Priester, NS-Opfer und wurde am 30. Mai 1940 als Häftling im KZ Buchenwald ermordet; 1996 hat man ihn seliggesprochen.
- Engelbert Gitterle wurde am 24. Februar 1931 in Urgen geboren und starb dort am 26. August 2021. Er war ein österreichischer Künstler und Kunstpädagoge. Engelbert Gitterle war Hauptschuldirektor in Prutz und Professor für Kunsterziehung an der Pädagogischen Akademie in Zams. Werke in Fließ: Kupfertreibarbeit: drei Tore der Barbarakirche, Lebensbrunnen aus Bronze und Glas in der Grabstätte des Simon Alois Maaß.
- Louis Zotz (1903–1989), Theologe und Hochschulgründer auf den Philippinen, geboren in Piller
- Kassian Erhart (1948–2018), Bildhauer, war ansässig in Piller bei Fließ, Gründer des Skulpturenfelds Fuchsmoos ebendort
- Gerhard Mangott (* 1966), Politikwissenschaftler und Osteuropa-Experte, aufgewachsen in Fließ

Ehrenbürger
- Hans-Peter Bock (2021), Bürgermeister von 1998 bis 2021[15]